# Mont Siple
El Mont Siple és un volcà escut que es troba a l'Antàrtida. El seu cim s'eleva fins als 3.110 msnm i domina la part nord-oest de l'illa de Siple, que està separada de la costa de Bakutis, a la Terra de Marie Byrd, per la plataforma de gel de Getz. El seu aspecte jove suggereix que va entrar en erupció per última vegada durant l'Holocè. Està cobert per una caldera cimera de 4 per 5 quilòmetres d'amplada i els cons de cendres es troben als flancs inferiors.
Va rebre el seu nom el 1967 en honor de Paul A. Siple (1909 - 1968), membre de l'expedició de Richard E. Byrd. El volcà va ser visitat el febrer de 2017 com a part de l' expedició de circumnavegació antàrtica de l'Institut Polar Suís.